# Janie Guimond
Janie Guimond est une ancienne joueuse de volley-ball canadienne née le 11 avril 1984 à Bécancour (Québec). Elle mesure 1,65 m et jouait au poste de libero. Elle a totalisé 140 sélections en équipe du Canada. Elle a mis un terme à sa carrière de volleyeuse professionnelle en 2016.

## Biographie
Janie pratique maintenant l'ergothérapie spécialisée en commotion cérébrale, un champ de pratique qui lui tient à cœur. Elle travaille désormais dans un clinique de physiothérapie sportive Action Sport Physio Maisonneuve-Rosemont. 

## Clubs
| Club                   | De        | À         |
| ---------------------- | --------- | --------- |
| Université de Montréal | 2003-2004 | 2007-2008 |
| SCM Craiova            | 2011-2012 | 2011-2012 |
| Köpenicker SC          | 2012-2013 | 2012-2013 |
| Terville FOC           | 2013-2014 | 2013-2014 |

## Palmarès
- Championnat d'Amérique du Nord de volley-ball féminin 2013: Meilleur libero.